# Jean-Luc Le Magueresse
Jean-Luc Le Magueresse (* 25. April 1961 in La Rochelle) ist ein ehemaliger französischer Fußballspieler.

## Spielerkarriere
Le Magueresse spielte in seiner Jugend für den Ausbildungsverein INF Vichy. Mit Alain de Martigny besuchte der Trainer von Stade Brest ein Spiel der Mannschaft und machte dem jungen Akteur wenig später ein Angebot. Trotz eines Konkurrenzangebots des SC Bastia entschied sich Le Magueresse 1980 für einen Wechsel zum Zweitligisten aus dem bretonischen Brest. Der damals 19-jährige vielseitig einsetzbare Fußballer bestritt in seiner ersten Saison zehn Spiele für die Profimannschaft und hatte so Anteil am Aufstieg in die höchste französische Spielklasse. Allerdings verpasste er mit der Spielzeit 1981/82 verletzungsbedingt den Großteil seines ersten Erstligajahres. Anschließend avancierte er zum Stammspieler und konnte mit Brest immer wieder die Klasse halten, bis er 1985 erneut unter einer langanhaltenden Verletzung litt.
Mit der Unterschrift beim Ligakonkurrenten RC Paris erfolgte 1986 der erste Wechsel seiner Karriere, wobei er wieder mit seinem früheren Trainer de Martigny zusammentraf. In einem Team um Spieler wie Maxime Bossis und Thierry Tusseau schaffte er nicht den Sprung in die Stammelf, sodass er der französischen Hauptstadt 1988 den Rücken kehrte.
Einen neuen Arbeitgeber fand er im ebenfalls erstklassigen RC Lens, bei dem diverse Verletzungen ihn nicht über 21 bestrittene Ligapartien in seinem ersten Jahr hinauskommen ließen. Darüber hinaus musste er den Abstieg in die zweite Liga hinnehmen; zwar ging auch Le Magueresse den Weg in die zweite Liga, doch entschied er sich nicht für einen Verbleib in Lens, sondern wechselte 1989 zu EA Guingamp. Für Guingamp lief er anderthalb Jahre lang auf, bis er eine schwere Knieverletzung erlitt und am Saisonende 1990/91 seine aktive Laufbahn mit 30 Jahren nach 155 Erstligaspielen mit zwei Toren und 45 Zweitligaspielen mit fünf Toren beendete.

## Nach der Karriere
Der Ex-Profi trennte sich 1992 von seiner Frau und damit auch von seiner Tochter Nolwenn Leroy, die später als Sängerin großen Erfolg hatte, aber aufgrund der Trennung den Namen der Mutter annahm. Der Erfolg seiner Tochter rückte Le Margueresse und seine Familiengeschichte in den Blick der Öffentlichkeit und veranlasste seine Tochter, ein Lied für den Vater zu schreiben. Neben einer Tätigkeit als Experte für den Fernsehsender TV Breizh wurde er 2009 bei Brest als Wirtschaftsbeauftragter angestellt, als der er unter anderem für die Sponsoren zuständig ist.